# Leopoldo Neves de Almeida

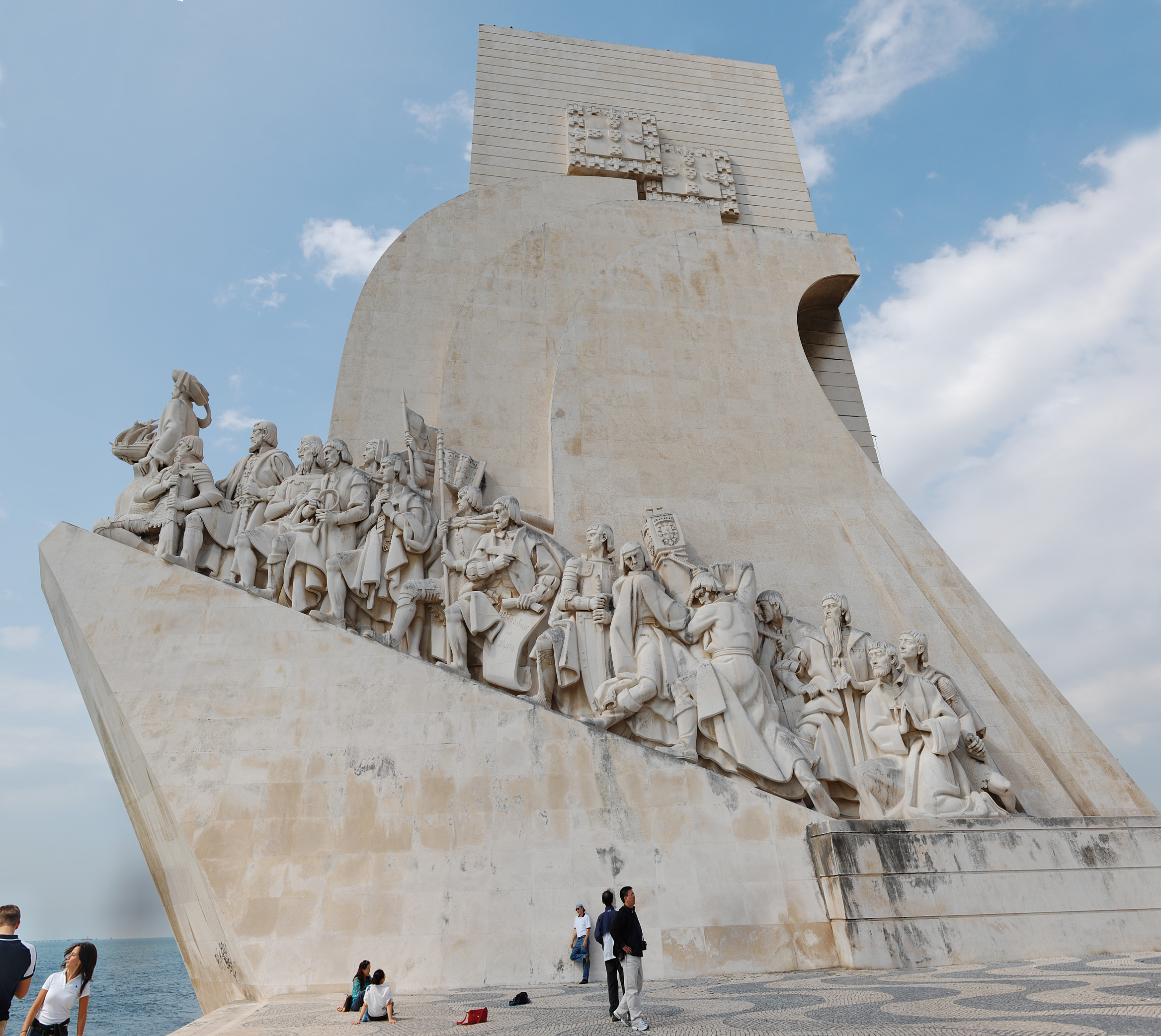
Monument över upptäckten av Nya världen, originalet utfördes av arkitekterna Cottinelli Telmo och Leopoldo de Almeida för Världsutställningen i Portugal (1940), Belém, Lissabon.

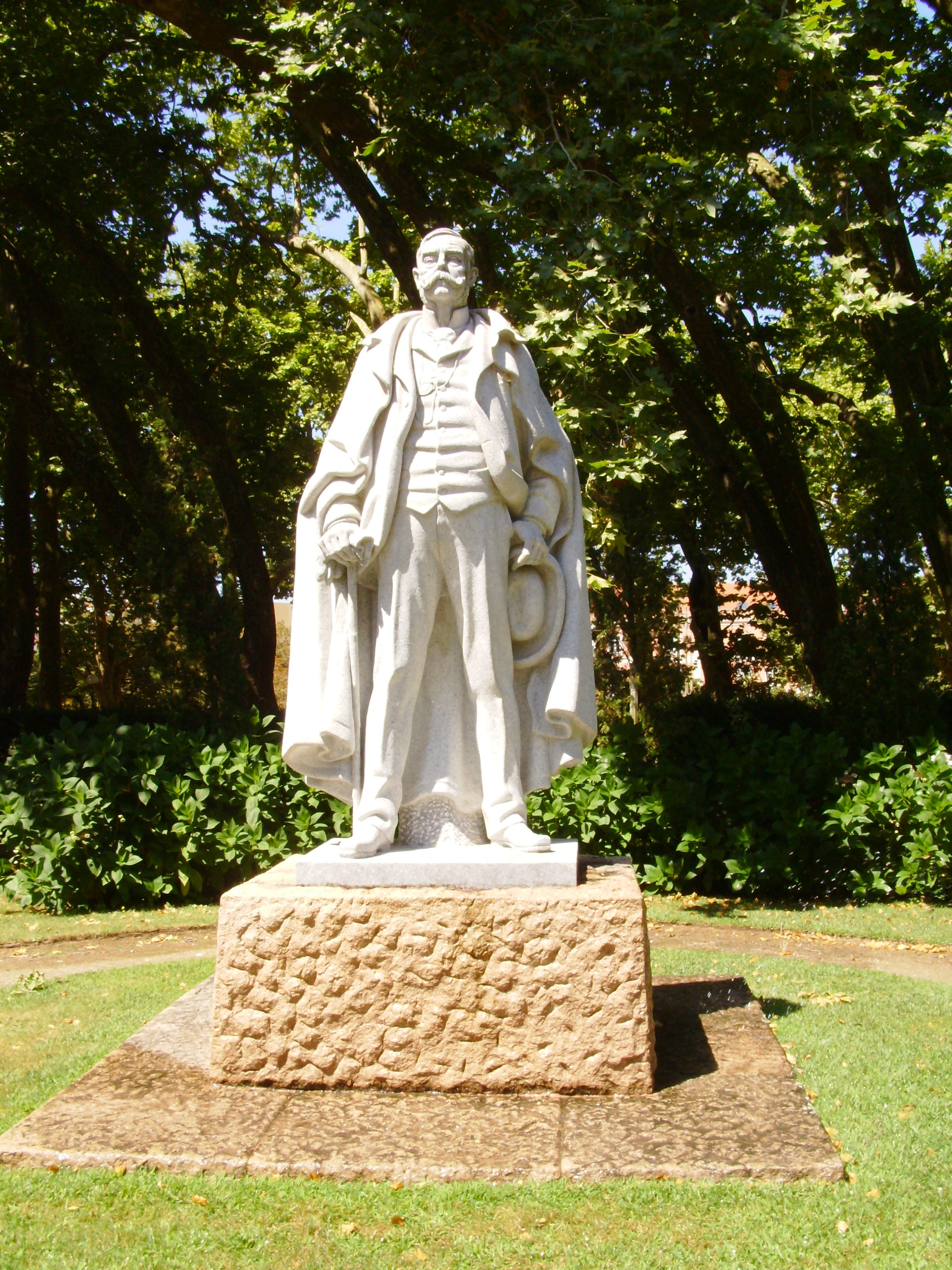
Staty av Ramalho Ortigão (Parque D. Carlos I, Caldas da Rainha.)

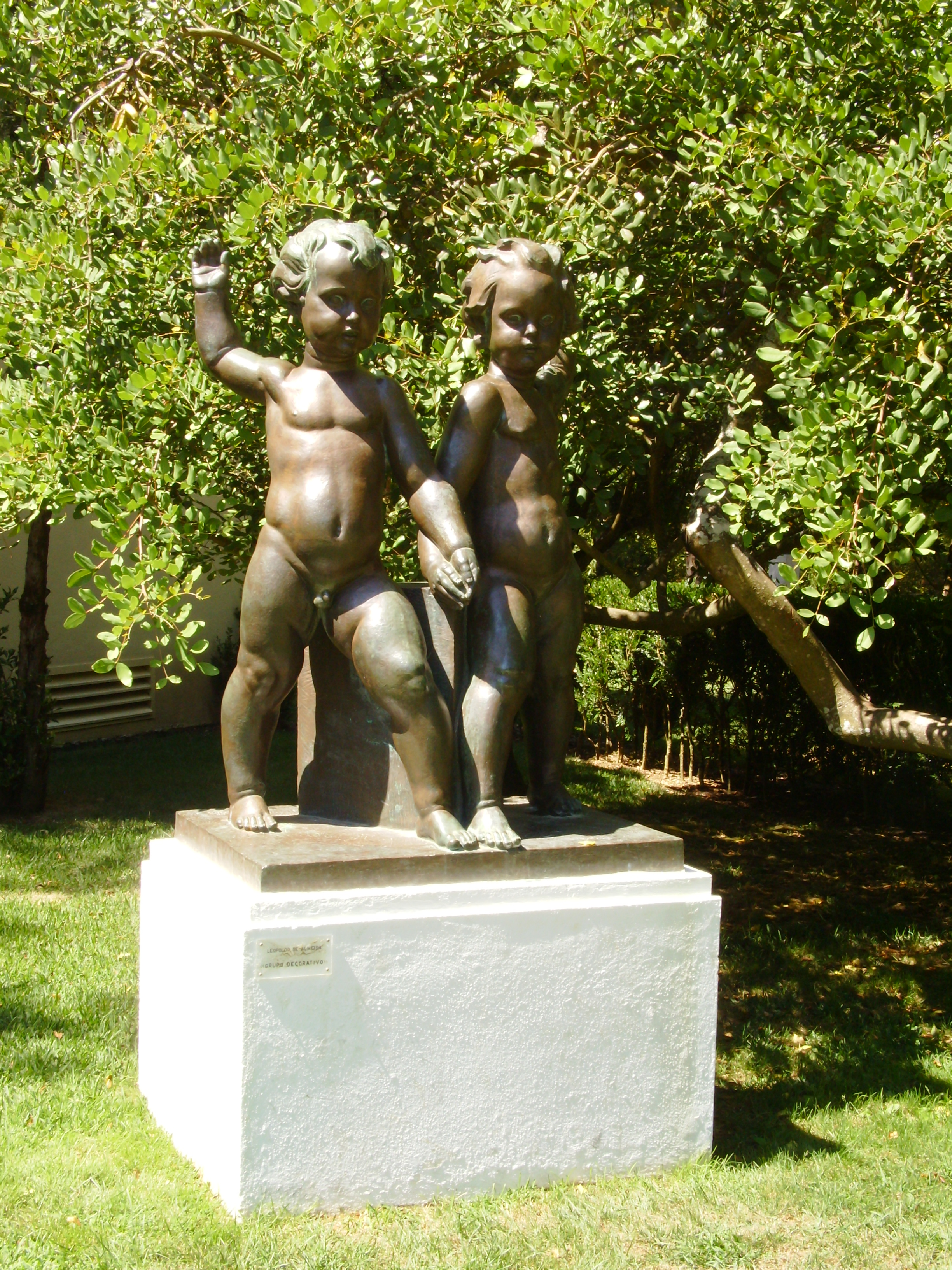
"Dekorativ grupp", brons (Parque D. Carlos I, Caldas da Rainha).

Leopoldo Neves de Almeida, född 18 oktober 1898 i Lissabon, död 28 april 1975), var en portugisisk skulptör..

## Biografi
Leopoldo Neves de Almeida visade sin talang för design och modellering i lera i barndomen, och studerade vid Escola Superior de Belas-Artes de Lisboa (ESBAL), redan vid 15 års ålder 1913.
Hans utbildning och lärande inriktades på studier av klassicism och särskilt på de grekiska mästarna. 1916 började han en specialkurs i skulptur där han blev lärjunge till målaren Luciano Freire och skulptören Simões de Almeida Sobrinho, från vilken han lärde sig teknikerna för modellering. Han avslutade sina studier i Frankrike och Italien, där han ingick i en generation konstnärer som förde fram modernismen i Portugal, till exempel António da Costa i skulptur.
Han blev professor i design och skulptur i ESBAL. Under mer än ett halvt sekel var han en av de starkaste personligheterna inom portugisisk skulptur under nittonhundratalet, och särskilt då en av de bästa för att implementera moderna statyer för den nya portugisiska staten, där han har bidragit till en stor mängd arbeten av porträtt, byster, reliefer, statyer och monument av personer inom Portugals historia och kultur.
År 1940 belönades han som akademisk skulptör för Nya staten och till det allmännas tjänst med Prémio Soares dos Reis.

## Utställningar
Leopoldo Neves de Almeida deltog i 1:a ”Salão dos Independentes”, deltog i inredningen av Bristol Club och deltog i Världsutställningen i Portugal (1940) med en allegorisk staty av Suveränitet (Soberania) och ingick, liksom Cottinelli Telmo, i en skulptörgrupp för Padrão dos Descobrimentos.

## Verk
- Staty av Nuno Álvares Pereira i klosterträdgården till Mosteiro da Batalha
- Staty av D. João I, i Praça da Figueira, Lissabon
- Monument över upptäckten av Nya världen, Belém Lissabon (tillsammans med Cottinelli Telmo)
- Staty av Marcelino Mesquita, Cartaxo (1956)
- Staty av Ramalho Ortigão, (1954), Jardim da Cordoaria, Porto
- Staty av Eça de Queiroz (1952), Praça do Almada, Póvoa de Varzim
- Staty av Alfredo da Silva, i Tabaqueira, (1964)
- Staty av D. Sancho I, i Castelo de Silves (1946)